# Destiny Slocum
Destiny Slocum (Boise, 9 settembre 1997) è una cestista statunitense, professionista nella WNBA.

## Carriera
È stata selezionata dalle Las Vegas Aces al secondo giro del Draft WNBA 2021 (14ª scelta assoluta).